# Johnny Hannigan
John Leckie Hannigan, più conosciuto con il diminutivo Johnny Hannigan (Barrhead, 17 febbraio 1933 – Weymouth, 11 dicembre 2020) è stato un calciatore scozzese, di ruolo attaccante.

## Caratteristiche tecniche
Era un'ala.

## Carriera
Dopo aver giocato nei dilettanti del Maryhill Harp, dal 1952 al 1955 milita nella seconda divisione scozzese con il Greenock Morton, con cui mette a segno complessivamente 46 reti in 76 presenze tra il 1952 ed il 1955. Nell'estate del 1955 si trasferisce nella prima divisione inglese al Sunderland, club in cui rimane fino al termine della stagione 1957-1958, senza però mai riuscire ad imporsi come titolare nonostante le discrete medie realizzative mantenute: mette infatti a segno complessivamente 8 reti in 33 presenze in campionato. Nell'estate del 1958 scende poi in seconda divisione al Derby County, club in cui trascorre un ulteriore triennio nel quale mette a segno in totale 19 reti in 72 partite di campionato; dal 1961 al 1964 è invece tesserato del Bradford PA, club con cui nel suo primo biennio in squadra gioca in terza divisione, per poi trascorrere in quarta divisione la stagione 1963-1964, per un totale complessivo di 96 presenze e 26 reti in partite di campionato con il club. Dopo quasi un decennio nei campionati della Football League, nell'estate del 1964 va a giocare con i semiprofessionisti del Weymouth in Southern Football League, che all'epoca era una delle principali leghe inglesi al di fuori della Football League; nelle stagioni 1964-1965 e 1965-1966 il club vince tra l'altro il campionato, senza però venire in entrambe le occasioni eletto nella Football League. Nel 1968 lascia il club e passa al Bath City, altra formazione della medesima categoria, in cui gioca per una stagione prima di ritirarsi all'età di 36 anni.

## Palmarès

### Giocatore

#### Competizioni nazionali
- Southern Football League: 2

Weymouth: 1964-1965, 1965-1966